# Шевченко, Анастасия Игоревна
Анастасия Игоревна Шевченко (10 декабря 1994) — российская футболистка, полузащитница. Выступала за сборную России.

## Биография
В юношеском возрасте выступала в США за команды «Коламбия Тимберс», «Портленд», «Университет Пеннсильвании» («Penn State Nittany Lions»).
Весной 2014 года перешла в российский клуб «Кубаночка». Дебютировала в чемпионате России 31 мая 2014 года в матче против «Зоркого», заменив на 65-й минуте Гаяне Костанян. Всего за сезон приняла участие в трёх матчах высшей лиги, во всех выходила на замены. Финалистка Кубка России 2014 года, в финальном матче против «Рязань-ВДВ» выходила на замену.
Выступала за юношескую и молодёжную сборную России. В национальной сборной дебютировала 9 февраля 2014 года в товарищеском матче против сборной США, заменив на 53-й минуте Елену Морозову. Всего за сборную России провела 4 матча, все — в феврале-марте 2014 года.
О выступлениях после 2014 года сведений нет[уточнить].